# Laizã
Laizã (Laizan) ou Laije (em azeri: Lahij) é um vale do Azerbaijão situado na região do rio Garmadã, ao sul do Xirvão. Sob o Império Sassânida (224–651), mais precisamente no reinado do xá Cosroes I (r. 531–579), Laizã era comandada por um chefe local que fornecia tropas para auxiliar nas defesas da fronteira norte do império contra o Canato Turco. Em recompensa, recebeu o título de xá. Sob o califa Otomão (r. 644–656) do Califado Ortodoxo (632–661), os xás de Laizã e Xirvão submeteram-se ao comandante Salmã ibne Rabia, integrando desde então os Califados Ortodoxo, Omíada (661–750) e Abássida (750–1258). Em 861, Haitame ibne Calide declarou sua independência e Xirvão tornar-se-ia um Estado independente, assim como Laizã, então governado por seu irmão Iázide ibne Calide. No século X, Xirvão expandiu suas fronteiras e anexou Laizã.